# Ritratto di Battista Sforza
Il Ritratto di Battista Sforza è una scultura marmorea (49 x 54 cm), realizzata da Francesco Laurana intorno al 1472-1475 e conservata presso il Museo del Bargello di Firenze.

## Storia
L'opera si trova ricordata negli inventari di palazzo Ducale a Urbino nel XV e XVI secolo, dove doveva ornare una sala di rappresentanza, come farebbe pensare l'iscrizione sulla base, dove Battista Sforza, moglie di Federico da Montefeltro, è ricordata come "Diva" e "Regina". In tutta probabilità si trattò di un ritratto postumo della donna, morta il 6 luglio 1472, derivato dalla maschera funebre e commissionato dal marito, come il celebre Doppio ritratto dei Duchi d'Urbino di Piero della Francesca.
Arrivò a Firenze probabilmente con la dote di Vittoria della Rovere. Già tenuto nella villa di Poggio Imperiale, nel 1850 entrò nelle Gallerie Granducali (gli attuali Uffizi), per poi passare, col riordino delle collezioni, al recentemente allestito Museo nazionale del Bargello nel 1879.
In passato il busto era stato attribuito a Mino da Fiesole, e Wilhelm Bode fu il primo a fare il nome dello scultore dalmata, ricevendo poi un consenso unanime dalla critica successiva.

## Descrizione e stile
Il finissimo ritratto femminile, pienamente confrontabile con altre opere dell'autore degli anni settanta del XV secolo (come il Ritratto di Eleonora d'Aragona o il Busto di principessa) è raffigurato come un busto comprendente le spalle, tagliato all'altezza del petto e poggiante su una fascia ovale. I capelli sono raccolti da un velo che nasconde le orecchie e dà alla forma della testa un aspetto più levigato. L'effigie è caratterizzata da una bellezza rarefatta, dove i tratti somatici sono ridotti all'essenziale, sviluppando il senso di sintesi e purezza geometrica delle forme. Questa idealizzazione si avvicina alle opere di Piero della Francesca, che lo scultore dovette probabilmente vedere proprio a Urbino.